# Giorgio Gambino
Giorgio Gambino (25 luglio 1902 – 3 maggio 1946) è stato un calciatore italiano, di ruolo ala.

## Carriera
Fece il suo esordio il 13 aprile 1924 contro la Virtus Bologna contro cui segnò anche il suo primo goal in carriera che sancì la vittoria della Juventus per 1-0, mentre la sua ultima partita fu l'8 marzo 1925 contro il Bologna Football Club 1909 in una sconfitta per 2-1. Nelle sue due stagioni bianconere giocò 17 partite, realizzando 5 reti.

## Statistiche

### Presenze e reti nei club
| Stagione        | Club            | Campionato      | Campionato | Campionato |
| Stagione        | Club            | Comp            | Pres       | Reti       |
| --------------- | --------------- | --------------- | ---------- | ---------- |
| 1923-1924       | Juventus        | Prima Divisione | 2          | 1          |
| 1924-1925       | Juventus        | Prima Divisione | 15         | 4          |
| Totale Juventus | Totale Juventus |                 | 17         | 5          |
| Totale carriera | Totale carriera |                 | 17         | 5          |